# Batgera(K), Sedam
Batgera(K) là một làng thuộc tehsil Sedam, huyện Gulbarga, bang Karnataka, Ấn Độ.